# 1924年冬季奥林匹克运动会法国代表团
1924年冬季奥林匹克运动会法国代表团参加了在该国的霞慕尼举办的1924年冬奥会。

## 奖牌得主

### 铜牌
- 安德鲁·乔利和皮埃尔·布鲁纳 — 花样滑冰,双人滑。
- 男子队 — 冰壶
- 男子队 — 冬季两项